# Daniela Wutteová
Daniela Wutteová, nepřechýleně Daniela Wutte (* 1977, Kolín nad Rýnem, SRN) je německá herečka, zpěvačka, moderátorka a dabérka.

## Život
Vystudovala sportovní školu v Kolíně nad Rýnem obor učitelka tělesné výchovy, studium ukončila v roce 2000 a poté školu činohry arturo tamtéž, studium ukončila v roce 2005. Hraje v televizi a v divadle. Je zpěvačka skupiny Pawlik Enemy.
Od roku 2006 hraje sekretářku Susannu Königovou v německém seriálu Kobra 11. Za pozornost určitě stojí, že si už dříve zahrála v Kobře 11, navíc relativně brzy před rolí sekretářky, a to v 10. sérii v epizodě Poslední velká rána jako Falcova přítelkyně Lena. Susannu do Kobry 11 doporučila její kamarádka a bývalá sekretářka Andrea Schäferová. Zpočátku byla Susanna poměrně opomíjenou sekretářkou, pouze u počítače pomáhala Semirovi, Chrisovi a nově také Benovi řešit případy. Větší roli si zahrála až v epizodách Krysí hnízdo (Rattennest) a Okno (Im Aus).
Mluví německy, anglicky, ovládá rýnský a rakouský dialekt. Měří 168 cm, má hnědo-blond vlasy a zeleno-hnědé oči. Věnuje se tanci a pohybovému divadlu. V roce 2005 se vdala za německého herce Volker Büdts. V lednu 2008 a v roce 2012 se jí narodily synové. S rodinou žije v Kolíně nad Rýnem.[kdy?]

## Filmografie
- 2005: Siegfried
- 2005: Schmitz komm raus!
- 2005: Kobra 11 (epizoda: Poslední velká rána)
- 2006: Heute wie Gestern / Abschlusskurzfilm Dortmunder Kameraschule
- 2006: Pastewka (epizoda: Das Fitness-Studio)
- 2006: Hausmeister Krause – Ordnung muss sein (epizoda: Junge Frau mit großen Problemen)
- 2006: Kommissar Stolberg (epizoda: Vaterliebe)
- Od 2006: Kobra 11
- 2007: Speciální tým Kolín (SOKO Köln (epizoda: Himmelsstürmer))
- 2008: Die Dinge zwischen uns
- 2008: 40 + sucht neue Liebe
- 2008: Das Glück kommt unverhofft
- 2009: Soko Kitzbühel
- 2009: Countdown - Die Jagd beginnt (epizoda: Der Bäcker war es)
- 2010: Lasko – Die Faust Gottes (epizoda: Gegen die Zeit)
- 2010: SOKO Kitzbühel (epizoda: Fleisch und Blut)
- 2011: Der letzte Bulle (epizoda: Alle Wege führen zum Du)
- 2012: Alles was zählt Folge 1388

## Divadlo
- Od 2000: Sängerin und Moderatorin diverser Kindershows
- 2003: Publikumsbedankungen / Drama Köln, Crown Plaza / Rolle: Judy / Regie: Hüseyin Cirpici
- 2003: Suburban Hotel / Arturo Theater / Rolle: Shirley / Regie: Steffen Gräbner
- 2004: Medea / Arturo Theater / Rolle: Medea / Regie: Holger Irmisch
- 2005: Kasimir und Karoline / Arturo Theater / Rolle: Erna / Regie: Volker Niederfahrenhorst
- 2005: Das Frühstück / Bauturm Theater / Rolle: Rita / Regie: Oliver Krietsch-Mazura
- 2006-2010: Musik-Theater Rumpelstil Berlin, diverse Stücke

## Ocenění
- "Best Actress" in "Die Dinge zwischen uns" auf dem internationalen Women's Film Festival 2008 in Madrid